# Terra-Due
Terra-Due è un universo fittizio creato dalla casa editrice statunitense DC Comics. La prima apparizione risale all'albo The Flash (Vol. 1) n. 123 del settembre 1961 degli autori Gardner Fox (testi), Carmine Infantino (matite) e Joe Giella (chine). Si tratta di una realtà alternativa a quella in cui si svolgono le vicende dei personaggi DC Comics pubblicate tra la metà degli anni cinquanta e il 1985. In questo universo parallelo esistono altre versioni di celebri supereroi quali Superman, Batman, Flash, Lanterna Verde, Wonder Woman e molti altri.

## Le premesse narrative
Nel 1956 il redattore Julius Schwartz decide di rilanciare il genere supereroi che aveva visto finire il suo periodo di grande diffusione (chiamato Golden Age) nel 1951. Quasi tutti gli albi di supereroi avevano cessato la pubblicazione. Schwartz cerca di riproporre il personaggio di Flash che aveva conosciuto una certa popolarità negli anni quaranta sulla serie regolare Flash Comics. La scelta cade sull'opzione di creargli un'identita nuova e insieme al disegnatore Carmine Infantino gli viene modellato anche un nuovo costume. Il nuovo Flash quindi ha gli stessi poteri del precedente (supervelocità) e lo stesso nome di battaglia, ma non la stessa identità segreta. Questo nuovo supereroe si chiama Barry Allen e non ha nulla a che vedere con il suo predecessore che invece si chiamava Jay Garrick. Tra l'altro nella prima apparizione di Allen come Flash, lo stesso protagonista sta leggendo il fumetto Flash Comics n. 13 (realmente pubblicato nel gennaio 1941) dove Jay Garrick agisce come il supereroe da cui lo stesso Barry Allen prenderà ispirazione. Di conseguenza Terra-Due ci viene inizialmente presentata come una creazione fittizia dei fumetti all'interno di una storia a fumetti.

### Flash dei due mondi
Dopo il successo ottenuto da Flash (Barry Allen) e il suo passaggio alla serie regolare a lui intitolata, Schwartz e Fox decidono di pubblicare un albo dove si incontrino i due Flash. Nasce così la storia Flash of Two Worlds sul numero 123 di The Flash (Vol.1) del settembre 1961. Il disegnatore è Carmine Infantino.
Durante una cerimonia per una raccolta di fondi a scopo benefico, Flash II (Barry Allen) perde il controllo sulla capacità del suo corpo di vibrare attraverso gli oggetti e si ritrova in una città differente da Central City (luogo in cui vive e dove si stava svolgendo la manifestazione), il nuovo centro è denominato Keystone City. Essendo lui un lettore di fumetti si accorge di trovarsi in quello che credeva essere un Universo fittizio creato sugli albi dei supereroi degli anni trenta e anni quaranta. Consultando l'elenco telefonico individua il nome Jay Garrick, l'alterego del supereroe Flash dei fumetti. Barry scopre di trovarsi in una realtà parallela e ha modo di conoscere il primo Flash, il quale ha ormai cessato l'attività di supereroe da dodici anni (cioè dagli anni conclusivi della Golden Age). Jay Garrick chiede l'aiuto di Barry nel trovare i colpevoli di una serie di furti. I due velocisti scoprono che gli autori dei misfatti sono i tre supercriminali Violinista, l'Ombra, Pensatore. Questi vengono sconfitti e Jay decide di tornare ad essere Flash, mentre Barry trova il modo di tormare nella sua realtà. Con questa avventura arriva a scoprire le sue capacità di oltrepassare la barriera tra le dimensioni (dimensional barrier) e arrivare in realtà parallele.
Questa storia segna l'inizio del Multiverso DC Comics. Per la prima volta nella storia di questa casa editrice (e in quella del fumetto) si crea il concetto di realtà parallela, differente ma coesistente con quella dei personaggi ufficiali di cui si narrano le storie. Questa premessa serve di fatto alla DC Comics come pretesto per riprendere i personaggi e la continuity delle sue serie del periodo Golden Age.

## La prima Crisi
Dopo il loro primo incontro i due Flash si trovano ad affrontare insieme altre avventure ma in nessuna di queste viene mai dato un nome ufficiale alla Terra alternativa di Flash I (Jay Garrick). Su The Flash (Vol.1) n.137 (giugno 1963) si rivedono altri supereroi Golden Age decisi a riformare la Justice Society of America (dopo 12 anni) nell'Universo parallelo di Jay Garrick, si tratta di Atomo I (Al Pratt), Dottor Mid-Nite I (Charles McNider), Lanterna Verde I (Alan Scott), Hawkman I (Carter Hall), Johnny Thunder II, Wonder Woman di Terra-Due e lo stesso Flash I. Questi supereroi non sono mai esistiti nel mondo da cui viene Flash II (Barry Allen), dove invece il primo supergruppo si è ufficialmente formato da appena tre anni e prende il nome di Justice League of America.
Ormai si hanno due Universi Paralleli con due supergruppi differenti: la Justice Society of America fondata durante la Golden Age e la Justice League of America, nata nella Silver Age. Gli autori Julius Schwartz e Gardner Fox decidono di fare combattere insieme i due schieramenti contro una minaccia comune: il gruppo di supercriminali Crime Champions/Campioni del crimine. Il tutto avviene su due numeri della serie Justice League of America dal titolo Crisis on Earth-One (n.21 agosto 1963) e Crisis on Earth-Two (n.22 settembre 1963). L'uso del termine Crisis/Crisi per indicare l'incontro di supereroi di Terre alternative (o multiple) è emblematico e segnerà la storia del Multiverso DC Comics.

### Terminologia
Il termine Earth-Two (Terra-Due) per indicare la Terra alternativa di Flash I (Jay Garrick) e gli altri supereroi Golden Age nasce sulle pagine della prima serie di Justice League of America durante questo primo incontro tra la Justice Society e la Justice League. Allo stesso tempo si conia il termine Earth-One (Terra-Uno) per indicare l'Universo fumettistico in cui si svolgono le avventure di Flash II (Barry Allen) e gli altri supereroi Silver Age.
Inoltre, alla fine del 22º albo della serie Justice League of America viene menzionata un'ulteriore Terra alternativa, denominata Terra 3.
Nei numeri 21-22 della serie Justice League of America (Vol.1) si utilizza il termine Crisis (in italiano "crisi") per indicare una minaccia che coinvolge i supereroi di più Terre Parallele (o Multiple).

## Storia editoriale
La vicenda editoriale di Terra-Due si dipana in un periodo di tempo che spazia dal 1961 al 1985. L'impatto narrativo si porta oltre e influenzerà le storie dei personaggi DC Comics fino ai nostri giorni.

### La serie di Flash
La prima apparizione di Terra-Due è su The Flash (Vol.1) n.123 con Barry Allen che si ritrova nell'Universo Parallelo dove risiede Jay Garrick (il primo Flash). Su questa stessa serie si definiscono la continuity di questa Terra alternativa:
- The Flash (Vol.1) n.129 (giugno 1962): Barry incontra di nuovo Jay Garrick. quest'ultimo in un racconto flashback racconta una sua avventura con la Justice Society of America avvenuta nel 1951. Questa storia è stata realmente pubblicata su All-Star Comics n.57 (febbraio-marzo 1951)[6]. Con questo numero si ammette implicitamente che tutte le storie pubblicate dalla DC nel periodo Golden Age sono realmente accadute (e quindi in continuity) sulla Terra alternativa dove Flash è Jay Garrick e non Barry Allen.
- The Flash (Vol.1) n.137 (giugno 1963): su Terra-Due (che non è ancora stata identificata con tale nome) si rivedono altri supereroi Golden Age e si riforma la Justice Society of America (non più attiva dal 1951).
- I due Flash attraversano la barriera dimensionale tra i loro due mondi diverse volte e formano vari team-up per affrontare minacce di supercriminali[7].

### Crisi sulle Terre Multiple
Il redattore Julius Schwartz e l'autore Gardner Fox decidono di far incontrare la Justice League of America (primo supergruppo di Terra-Uno) e la Justice Society of America (primo supergruppo di Terra-Due) su Justice League of America n.21-22 (agosto-settembre 1963). In questa storia in due parti si introduce il termine Crisis (Crisi) in riferimento ad una minaccia o pericolo che incombe su più Terre parallele (o multiple). Da allora in poi diviene consuetudine creativa degli autori DC Comics far incontrare personaggi provenienti da Universi paralleli. Le conseguenze editoriali sono le seguenti:
- La Justice League e la Justice Society si incontrano periodicamente (circa con cadenza annuale) dal 1963 al 1985. L'ultimo loro incontro prima della distruzione di Terra-Due avviene nella storia Last Crisis on Earth-Two su Infinity, Inc. n.19 (ottobre 1985). La vicenda prosegue in The Final Crisis su Justice League of America (Vol.1) n.244 (novembre 1985).
- La necessità di introdurre una Terra alternativa denominata Terra-Due era inizialmente dovuta al fatto di riportare in auge i supereroi Golden Age e quindi dovuta al bisogno di creare un Universo parallelo dove collocare tutte le storie dei personaggi degli anni trenta e quaranta. Gli autori hanno però cominciato a spingersi oltre e creare Terre alternative nuove dove poter descrivere versioni differenti dei supereroi più noti[8] o dove ambientare storie al di fuori dei vincoli della continuity delle serie principali[9].
- La politica editoriale di Julius Schwartz (fautore e sostenitore dell'espediente narrativo delle Terre Multiple) permette di indugiare nella creazione di Terre alternative senza anticipare la possibile confusione che si potrà generare sui lettori.
- Tra gli anni sessanta e gli anni ottanta la DC Comics acquista la proprietà dei personaggi di diverse casa editrici ormai in bancarotta o con problemi economici. Tra queste vi sono la sua rivale storica Fawcett Comics e la Charlton Comics. Invece di inserire i vari supereroi di questi editori nell'Universo DC (cioè quello di Terra-Uno) si decide di ambientare le storie dei personaggi appena acquisiti in Terre parallele, non in continuity con le principali serie DC quali quelle dedicate a Batman e Superman. L'esempio più rilevante è la serie di Capitan Marvel e relativi comprimari relegati in un Universo Parallelo denominato Terra-S[10]. In questo modo non solo diminuisce la possibilità di interazione e crossover tra diverse testate ma viene a mancare una linea temporale e narrativa chiara.
- Nella seconda metà degli anni settanta il problema tende ad aumentare e la continuity del Multiverso DC diviene più involuta e complessa. Questo a causa del progressivo abbandono delle redini editoriali da parte di Julius Schwartz e il suo staff redazionale. Inoltre alla rivale Marvel Comics si insidia il giovane redattore Jim Shooter che più di ogni altro prima di lui darà linearità e sviluppo coerente a tutto l'Universo Marvel.

### Crisi sulle Terre Infinite
A partire dai primi anni ottanta si comincia a lavorare ad un progetto editoriale che semplifichi la continuity del Multiverso DC Comics. A tal fine si decide per l'opzione di eliminare tutte le Terra alternative/multiple create nel corso di cinquant'anni e ripartire da capo con un'unica linea temporale ed un solo Universo DC in cui si svolgono tutte le storie degli albi pubblicati da questa casa editrice. Il progetto viene supervisionato e realizzato (per i testi) da Marv Wolfman e si materializza nella miniserie Crisi sulle Terre infinite n.1-12 (aprile 1985-marzo 1986). Durante questa miniserie l'universo di Terra-Due (così come tutti gli altri esistenti fino al 1985) viene distrutto da un'ondata di anti-materia. Siamo alla fine del primo Multiverso DC Comics.

## Periodo post-Crisis
In seguito agli eventi di Crisi sulle Terre Infinite (cioè dopo il 1986) non esiste più riferimento a una Terra alternativa (almeno fino al 1998) anche se la DC Comics non vuole rinunciare ad alcuni dei suoi personaggi della Golden Age. Il punto è che, non esistendo più Terra-Due, anche i suoi supereroi cessano di esistere. Inizialmente i personaggi della Justice Society of America vengono imprigionati in un Limbo dove combattono una battaglia eterna contro le forze del Male ma successivamente l'autore Len Strazewski li riporta nella continuity del nuovo Universo DC. Questo genera un'anomalia nello sviluppo del nuovo e unico Universo narrativo della DC Comics così come si andava formando tra gli anni ottanta e gli anni novanta. Difatti, con il ritorno della Justice Society una parte delle storie di Terra-Due si integrano con la continuity post-Crisis. In particolare rimangono valide le storie del periodo Golden Age con riferimento ai personaggi Lanterna Verde I (Alan Scott) - Atomo I (Al Pratt) - Dottor Fate I (Kent Nelson) - Flash I (Jay Garrick) - Hourman I (Rex Tyler) - Hawkman (Carter Hall) - Sandman (Wesley Dodds). Si cancella ogni riferimento alle storie pre-Crisis di Superman, Wonder Woman e Batman e quindi alle loro versioni alternative di Terra-Due.